# Lyncar
A Lyncar egy már megszűnt brit Formula–1-es konstruktőr. Mindössze két versenyen vett részt, az 1974-es és 1975-ös brit nagydíjon.
A Formula–1 után a csapat még feltűnt az akkor másodosztálynak számító Aurora F1 elnevezésű sorozatban, Emilio de Villotával.

## Teljes Formula–1-es eredménylistája
(Táblázat értelmezése)

(Félkövér: pole-pozícióból indult; dőlt: leggyorsabb kört futott) 

| Év   | Csapat             | Kasztni    | Motor   | Gumi | Versenyző      | 1   | 2   | 3   | 4   | 5   | 6   | 7   | 8   | 9   | 10  | 11  | 12  | 13  | 14  | 15  | Pont | Poz. |
| ---- | ------------------ | ---------- | ------- | ---- | -------------- | --- | --- | --- | --- | --- | --- | --- | --- | --- | --- | --- | --- | --- | --- | --- | ---- | ---- |
| 1974 | Pinch Plant Ltd    | Lyncar 006 | Ford V8 | F    |                | ARG | BRA | RSA | ESP | BEL | MON | SWE | NED | FRA | GBR | GER | AUT | ITA | CAN | USA | 0    | NC   |
| 1974 | Pinch Plant Ltd    | Lyncar 006 | Ford V8 | F    | John Nicholson |     |     |     |     |     |     |     |     |     | Nk  |     |     |     |     |     | 0    | NC   |
| 1975 | Pinch (Plant) Ltd. | Lyncar 006 | Ford V8 | G    |                | ARG | BRA | RSA | ESP | MON | BEL | SWE | NED | FRA | GBR | GER | AUT | ITA | USA |     | 0    | NC   |
| 1975 | Pinch (Plant) Ltd. | Lyncar 006 | Ford V8 | G    | John Nicholson |     |     |     |     |     |     |     |     |     | 17  |     |     |     |     |     | 0    | NC   |

## Külső hivatkozások
- Grand Prix Encyclopedia
- Eredmények a Formula1.comon Archiválva 2015. március 9-i dátummal a Wayback Machine-ben